# Man in charge
Man in charge is een Hongkongse TVB-serie in kostuumdrama-vorm en werd eind 2008 uitgezonden op TVB Jade en TVB High Definition Jade. De opnames voor de serie startten in april 2007.
Het verhaal gaat over een rijke familie ten tijde van de Qing-dynastie.

## Casting
- Kenneth Ma als Chau Bing/周炳
- Kate Tsui als Chiu Yuk-Hing/趙玉卿
- Leila Tong als Tung Yin/童嫣
- Matthew Ko als Shum Kwan-Bok/沈君博
- Fiona Yuen als ?
- Gordon Liu Chia-Hui als ?
- Lau Kong als ?
- Lee Kwok-Lun als ?
- Wong Chi-Yin als ?
- Au Sui-Wai als ?
- Kara Hui Ying-Hung als ?
- Joel Chan als ?

Best selling secrets 同事三分親 · Legend of the demigods 搜神傳 · Wars of in-laws II 野蠻奶奶大戰戈師奶 · Wasabi mon amour 和味濃情 · The master of tai chi 太極 · A journey called life 金石良缘 · The silver chamber of sorrows 銀樓金粉 · The money-maker recipe 師奶股神 · Dressage to win 盛裝舞步愛作戰 · Speech of silence 甜言蜜語 · When a dog loves a cat 當狗愛上貓 · Your class or mine 尖子攻略 · The four 少年四大名捕 · Survivor's law II 律政新人王II · The gentle crackdown II 秀才愛上兵 · The seventh day 最美麗的第七天 · D.I.E. 古靈精探 · Catch me now 原來愛上賊 · Forensic heroes II 法證先鋒II · Love exchange 疑情別戀 · Last one standing 與敵同行 · Moonlight resonance 溏心風暴之家好月圓 · The gem of life 珠光寶氣 · When Easterly Showers Fall on the Sunny West 東山飄雨西關晴 · Off pedder 畢打自己人 · Pages of treasures Click入黃金屋